# وار ایگل گروو (آرکانزاس)
وار ایگل گروو (به انگلیسی: War Eagle Cove) یک منطقهٔ مسکونی در ایالات متحده آمریکا است که در شهرستان واشینگتن، آرکانزاس واقع شده‌است. وار ایگل گروو ۳۵۲٫۹۶ متر بالاتر از سطح دریا واقع شده‌است.